# Helius (Eurhamphidia) mouensis
Helius (Eurhamphidia) mouensis is een tweevleugelige uit de familie steltmuggen (Limoniidae). De soort komt voor in het Australaziatisch gebied.